# Metachela nigriventris
Metachela nigriventris är en tvåvingeart som först beskrevs av Friedrich Hermann Loew 1864.  Metachela nigriventris ingår i släktet Metachela och familjen dansflugor. Inga underarter finns listade i Catalogue of Life.